# Fernandoa coccinea
Fernandoa coccinea là một loài thực vật có hoa trong họ Chùm ớt. Loài này được (Scott-Elliot) A.H.Gentry mô tả khoa học đầu tiên năm 1975.